# سیارک ۲۹۷۵۰
سیارک ۲۹۷۵۰ (به انگلیسی: 29750 Chleborad، نامگذاری:1999CA3) بیست و نه هزار و هفتصد و پنجاهمین سیارک کشف شده‌است که در ۸ فوریه ۱۹۹۹ کشف شد.